# Спурис, Зандис Давидович
Спурис Зандис Давидович (Zandis Spuris; 25 января 1923 — 15 ноября 1998) — латвийский биолог, орнитолог, гидробиолог, одонатолог и трихоптеролог. Опубликовал в общей сложности 318 публикаций, из которых 226 на латышском, 78 на русском, а остальные на английском, немецком, французском и украинском языках.

## Биография
Образование Спурис получил в Риге и завершил в 1943 году, когда родина будущего энтомолога была втянута в войну. Это обстоятельство препятствовало поступлению Зандиса в университет, отчего он остался на 2 года помогать отцу с ведением хозяйства. Тогда же написана и опубликована первая статья, посвященная исследованию стрекоз близ села Екабниеки.
С 1945 по 1950 год Зандис проходит обучение в Латвийском государственном университете, на биологическом факультете, там же работает в качестве лаборанта кафедры. Спурис Зандис знакомится и сближается с другим биологом, своим ровесником — Артурсом Небоиссом. В 1950 году женится на одногруппнице Велте Дамби.
После выпуска Спурис направлен на работу в Латвийскую академию наук (ЛНА), защищает кандидатскую диссертацию в 1954 году в Ленинграде. После опыта ведения лекционных занятий отказывается от этого дела. В промежутке с 1954 по 1976 год работает в филиалах ЛНА в Риге и Саласпилс, создает и возглавляет лабораторию Зоологии беспозвоночных в Латвии. Принимает участие в учете численности и кольцевании аистов. 
После получения звания доктора биологических наук начальство Спуриса настаивает на смене направления научных исследований, так как они носят больше фундаментальный, нежели прикладной характер. Лабораторию Зоологии беспозвоночных закрывают, исследования насекомых-фитофагов свернуты руководством Биологического факультета ЛНА. Спруис покидает ее, чтобы начать работу редактором научных издательств, публикующих книги биологической, химической, сельскохозяйственной и медицинской направленностей.
С 1979 по 1991 год Спурис работает в ЛНА старшим научным сотрудником ботанического сада.
Внес значительный вклад в подготовку IV тома Красной книги Латвии «Беспозвоночные» (1995–1998).
15 ноября 1988 года Зандис Спурис скончался от сердечного приступа и был похоронен на Рижском лесном кладбище рядом с первой женой и дочерью.

## Семья
- Велта Дамби (Veltu Dambi) — первая жена, погибла в 1968 году в результате несчастного случая на железной дороге[2].
- Астра (Astra) — первая дочь, погибла в 1968 году в результате несчастного случая на железной дороге[2].
- Рута Варзинская (Rutai Varzinskai) — вторая жена, после смерти Зандиса руководила его архивом[2].
- Во втором браке у Спуриса также родилась дочь[2].

## Области научного интереса
Всю жизнь Спурис активно работает и развивается в самых разных направлениях, заслуживая признания как одного из "универсальных" биологов, чей вклад благодаря широкому кругозору и методичной работе в латвийскую науку сложно переоценить. Так, Спурис переводил многие иностранные научные издания на латышский язык, например, таких известных естествоиспытателей как Джеральд Даррелл, Бернард Гржимек.
- Альгология (детство и юность)
- Энтомология
  - Одонатология (до 1960 года)
  - Трихоптерология (после 1960 года)

- Орнитология (1956—1963 года)

## Публикации
Многие публикации Спуриса Зандиса посвящены стрекозам. Уже в 1943 году он начинает исследовать фауну окрестностей своего жилища и продолжает изыскания всю свою жизнь. Его диссертация была посвящена значению личинок стрекоз в рационе рыб латвийских озер, научный руководитель — доктор Александр Александрович Штакельберг.
- Spuris Z. 1943. Quelques données nouvelles sur la faune odonatologique de la Lettonie. — Folia zooogica et hydrobiologica 12, No 1: 87—91.
- Spuris Z. 1952. New data on dragonflies (Odonata) fauna of the Latvia SSR. — Latv.PSR ZAV 6, No 59: 160—161.
- Spuris Z. 1953. On major animal species and their distribution in main habitats in lakes of the Latvia SSR. — Latv.PSR ZAV 9, No 74: 67—82.
- Spuris Z. 1954. The main components of the insect fauna in the major lakes of Latvia and their importance as fish food. — Summary of cand.sei.thesis. — Riga, 18 pp.

1955—1960 года посвящены одонатологии. В 1960 году Спурис создает научный энтомологический журнал "Latvijas Entomologs", в котором является главным редактором вплоть до 1990 года.
- Спурис 3. Стрекозы Латвийской ССР. — Рига, Изд-во АН ЛатвССР, 1956. 96 c.
- Spuris Z. 1960. [Variations in wing venation of the dragonflies of the genus Leucorrhinia Britt.]. — Latvijas entomologs 1: 53—59.
- Spuris Z. 1960. The limnological characterization of the Engure lake. — Rybnoechoz.vnutr.vod.LSSR (Riga) 5: 167—198.

1961—1969 года — Спурис изучает Trichoptera, в этот период он собирает коллекцию из 18 000 особей ручейников, относящихся к 149 видам, из которых 20 были зарегистрированы в Латвии впервые. В 1966—1967 годах он расширяет свое поле исследований — совершаются поездки в Эстонию, где обнаружено 87 видов, и в 1967—1968 в Литву — 90 видов.
- Spuris Z. 1962. Contribution to the fauna of caddisflies of lakes of the Latvian SSR. — Latvijas entomologs 6: 55—75.
- Spuris Z. 1963. [New data about dragonflies distribution in Latvia]. — Latvijas entomologs 7: 21—40.
- Spuris Z. 1963. Notes on the caddisflies of the Zemgale plain. — Latvijas entomologs 7: 41—44.
- Spuris Z. 1964. The caddisflies of the lakes of North Latvia. — Latvijas entomologs 8: 3—24.
- Спурис З. 1964. Отряд Odonatoptera (Odonata) — стрекозы // Определитель насекомых европейской части СССР. М., Л.: Наука. Т.1. С.137—161.
- Spuris Z. 1965. New data on the caddisfly fauna of Latvia and South-East Estonia. — Latvijas entomologs 10: 33—52.
- Spuris Z. 1966. The caddisfly collecting on light in Pure (Latvia). — Latvijas entomologs 11: 77—83.
- Spuris Z. 1966. Six new and some rare caddisfly species in the fauna of Latvia. — Latvijas entomologs 11: 85—97.
- Spuris Z. 1966. Makstenes - Trichoptera. In: Z.Spuris (ed.), Riga. Latvijas dzfvnieki: 141-145.
- 1967 The caddisfly fauna of the lakes of Latvia. — Latv.Ent.Suppl. 1: 1—115.
- Spuris Z. 1968.. [Investigation of aquatic insects in the Gauja valley near Sigulda]. — Latv.PSR ZAV 12, No 257: 137—139.
- Spuris Z. 1969. The caddisfly collecting on light in Kingisseppa (Estonia). — Izv.Akad.nauk Est.SSR, Ser.biol. 18(2): 225—227.
- Spuris Z. 1969. New records of Trichoptera from Southern Lithuania. — Fragmenta Faunistica (Warszawa) 15(12): 1—11.

В 1970 году Спурис защищает докторскую диссертацию в украинской академии наук в Киеве, в которой провел исследование 201 вида ручейников, однако, эта работа не была опубликована.
- Spuris Z. 1970. East Baltic area as a separate zoogeographical district. — Latv.PSR ZAV 7: 13—17.
- Spuris Z. 1974. [Dragonflies in the Gauja valley near Sigulda]. — Latvijas entomologs 16: 33—46.
- Spuris Z. 1970. The caddisfl y fauna of East Baltic (mainly lake inhabitin g species). — Summary of PhD thesis. Kiev, 30p.
- Spuris Z. 1971. The caddisflies of the lakes of Latvia. — Proc.13th Internat.Ent.Congr.Leningrad 1: 560.
- Spuris Z. 1971. Contribution to the caddisfly fauna of Estonia. — Latvijas entomologs 14: 47—63.
- Spuris Z. 1971. The caddisflies (Trichoptera) in River Daugava between Kegums and Riga in 1969. — Latvijas entomologs 14: 37—46.
- Spuris Z. 1976. The caddisfly collecting on light in the dendrological reserve "Trostjanec" (Ukraine) (jointly with A.Smetanin). — Latvijas entomologs 18: 61—68.
- Spuris Z. 1982. The occurrence of caddisflies in the crowns of the apple-trees. — Latvijas entomologs 25: 59—62.
- Spuris Z. 1985. The first Ail-Union trichopterological symposium. — Latvijas entomologs. 28: 58—62.
- Spuris Z. 1988. A survey of the caddisfly fauna of the USSR. — Latv.PSR Zin.Akad.Vêstis 6: 88-92.
- Spuris Z. 1989. Catalogue of the insects of Latvia. 7.Caddisflies (Trichoptera). — Latvijas entomologs 32: 5—42.
- Spuris Z. 1989. Synopsis of the fauna of the Trichoptera of the USSR. — Latvijas entomologs Suppl. 4, 84p.
- Spuris Z. 1991. New taxa of Trichoptera 1961-1970. — Latvijas entomologs 34: 54—95.

В 1983 году совместно с Ольгой Качаловой проводит первый в СССР посвященный ручейникам симпозиум. Наиболее интересные работы были опубликованы в "Latvijas Entomologs". Также форсирует проведение третьего симпозиума на данную тематику и снова часть работ попадает в другое научное издание Спуриса "Acta hydroentomologica Latvica".
Помимо статей было издано множество комментариев, рецензий, а также богатая переписка с энтомологами: Карлисом Принципом (Латвия), Бруно Берзиньша (Швеция), Артурсом Небоиссом (Австралия), и другими.